# Parafia Nawiedzenia Najświętszej Maryi Panny w Piotrkowie Trybunalskim
Parafia pw. Nawiedzenia Najświętszej Maryi Panny w Piotrkowie Trybunalskim – parafia rzymskokatolicka znajdująca się w archidiecezji łódzkiej, w dekanacie piotrkowskim. 

## Historia
Parafia została erygowana 15 sierpnia 1976 roku przez bpa Józefa Rozwadowskiego. Na jej terenie znajdują się dwa kościoły: stary i nowy. 
Nowy kościół jest murowany, wybudowany w latach 1988–2001 według projektu architekt Urszuli Pittner. Znajdują się w nim elektroniczne organy firmy Jamaha.
Stary kościół przechodzi gruntowny remont. Został odnowiony, otynkowany na nowo i pomalowany. W środku zabytkowe organy piszczałkowe z 1803 r., które również są w trakcie remontu.

## Proboszczowie
- ks. Bronisław Gajda (1976–1977)
- ks. Czesław Białas (1977–1999)
- ks. Roman Czermański (1999–2018)
- ks. Włodzimierz Dudka (od 2018)